# Carl Wilhelm von Nägeli
Carl Wilhelm von Nägeli, född den 27 mars 1817 i Kilchberg vid Zürich, död den 11 maj 1891 i München, var en schweizisk botaniker. Han upptäckte det som sedan skulle identifieras som kromosomerna. Auktorsnamnet Nägeli kan användas för Carl Wilhelm von Nägeli i samband med ett vetenskapligt namn inom botaniken; se Wikipediaartiklar som länkar till auktorsnamnet.
Nägeli var en av sitt århundrades skarpsinnigaste naturforskare och inom botanikens mest svårbearbetade områden en upphovsman till grundläggande arbeten och fruktbara teorier. Han blev filosofie doktor 1840 och docent vid Zürichs universitet 1842, verkade som lärare vid veterinärinstitutet där 1843–1850 och blev extra ordinarie professor vid universitetet 1849, professor i botanik vid universitetet i Freiburg im Breisgau 1852, vid polyteknikum i Zürich 1856 och vid universitetet i München 1857. År 1862 blev Nägeli ledamot av Bayerische Akademie der Wissenschaften, 1877 av Akademie der Wissenschaften zu Göttingen och 1878 i American Academy of Arts and Sciences. Han invaldes 1883 som utländsk ledamot av Kungliga Vetenskapsakademien. Hans tidigare arbeten inriktade sig på mikroskopiska undersökningar av växtcellens skilda delar, som cellväggens skiktning, protoplasmans kemiska beskaffenhet, cellkärnan, celldelningen med mera, exempel i Zellkerne, Zellenbildung und Zellenwachsthum bei den Pflanzen (1844, 1846), Wachsthumsgeschichte von Delesseria hypoglossum (1845) och Das Wachsthum des Stengels und der Wurzel bei den Gefässpflanzen (1858). Han påvisade protoplasmans äggvitenatur och överförde begreppet cell från cellväggen till hela den levande cellkroppen.
Genom Nägelis noggranna undersökningar undergick åtskilliga då gängse åsikter på de viktigaste områdena en grundlig omvälvning. Till mikroskopets kännedom bidrog han genom de framstående verken Die Anwendung des Polarisationsmikroskop (1863) och (tillsammans med Simon Schwendener) Das Mikroskop (1865–1867; 2:a upplagan 1877). Av stor betydelse var Nägelis arbete Die Stärkekörner (1858), som innehåller den första framställningen av hans teori om den organiska substansens Molecularconstitution och vari han närmare grundar sin lära om tillväxten medelst Intussusception (i motsats till Apposition) av nya smådelar. I dessa arbeten framträder författarens exakta forskningsmetod parad med stor idérikedom och förmåga att ur de induktiva undersökningarna vinna allmängiltiga lagar. Sin spekulativa tankeskärpa röjer han även i Mechanisch-physiologische Theorie der Abstammungslehre (1884). Ungefär samtidigt utgav han (jämte Albert Peter) Die Hieracien Mittel-Europas (1885–1886), vari detta släktes mellaneuropeiska arter och former utreds.
På grund av sina erfarenheter om dessa växter trädde Nägeli i opposition mot Darwins lära, att organismerna äger en tendens att variera i olika riktningar och att de variationer bibehåller sig, som är de hållbaraste i kampen om tillvaron. Nägeli framhöll häremot Hieracium-släktet som exempel på växter, som under en lång tidrymd fortlever utan någon nämnvärd variation. De förändringar, som grundlägger nya arters uppkomst och nya organ (exempelvis idisslarnas horn), ansåg han bero på en genom flera generationer fortgående och hos varje individ förnyad mekanisk retning, så att en bestämd byggnad hos en organism har en bestämd yttre anledning. Deskriptiva studier ägnade ägnade även andra växtgrupper, framför allt de lägre kryptogamerna, och han arbetade även inom växtfysiologin. Till hans förtjänst länder också, att han inom anatomin och morfologin anlade utvecklingshistoriska synpunkter och vid sina förklaringsförsök utgick från de enklaste fallen och de lägsta växterna, så att även kryptogamerna nu rycktes in på det morfologiska och anatomiska undersökningsfältet.